# Cinnamodendron
Cinnamodendron är ett släkte av tvåhjärtbladiga växter. Cinnamodendron ingår i familjen Canellaceae.
Kladogram enligt Catalogue of Life:
| Cinnamodendron | \| \| Cinnamodendron angustifolium \| \| \| \| \| \| Cinnamodendron axillare \| \| \| \| \| \| Cinnamodendron corticosum \| \| \| \| \| \| Cinnamodendron cubense \| \| \| \| \| \| Cinnamodendron dinisii \| \| \| \| \| \| Cinnamodendron ekmanii \| \| \| \| \| \| Cinnamodendron occhionianum \| \| \| \| \| \| Cinnamodendron sampaioanum \| \| \| \| \| \| Cinnamodendron tenuifolium \| \| \| \| \| \| Cinnamodendron venezuelense \| \| \| \| |
|                | \| \| Cinnamodendron angustifolium \| \| \| \| \| \| Cinnamodendron axillare \| \| \| \| \| \| Cinnamodendron corticosum \| \| \| \| \| \| Cinnamodendron cubense \| \| \| \| \| \| Cinnamodendron dinisii \| \| \| \| \| \| Cinnamodendron ekmanii \| \| \| \| \| \| Cinnamodendron occhionianum \| \| \| \| \| \| Cinnamodendron sampaioanum \| \| \| \| \| \| Cinnamodendron tenuifolium \| \| \| \| \| \| Cinnamodendron venezuelense \| \| \| \| |
|                | Canella |
|                | |
|                | Cinnamosma |
|                | |
|                | Pleodendron |
|                | |
|                | Warburgia |
|                | |
|                | Cinnamodendron angustifolium |
|                | |
|                | Cinnamodendron axillare |
|                | |
|                | Cinnamodendron corticosum |
|                | |
|                | Cinnamodendron cubense |
|                | |
|                | Cinnamodendron dinisii |
|                | |
|                | Cinnamodendron ekmanii |
|                | |
|                | Cinnamodendron occhionianum |
|                | |
|                | Cinnamodendron sampaioanum |
|                | |
|                | Cinnamodendron tenuifolium |
|                | |
|                | Cinnamodendron venezuelense |
|                | |

|  | Cinnamodendron angustifolium |
|  |                              |
|  | Cinnamodendron axillare      |
|  |                              |
|  | Cinnamodendron corticosum    |
|  |                              |
|  | Cinnamodendron cubense       |
|  |                              |
|  | Cinnamodendron dinisii       |
|  |                              |
|  | Cinnamodendron ekmanii       |
|  |                              |
|  | Cinnamodendron occhionianum  |
|  |                              |
|  | Cinnamodendron sampaioanum   |
|  |                              |
|  | Cinnamodendron tenuifolium   |
|  |                              |
|  | Cinnamodendron venezuelense  |
|  |                              |